# Convention d'occupation du domaine public
 (juillet 2020).
En droit français, une convention d'occupation du domaine public est une convention conclue entre une personne publique et, généralement, une personne privée, autorisant cette dernière à occuper à titre temporaire une partie du domaine public : c'est par exemple le cas des terrasses des cafés assises sur les trottoirs.
On parle d'une autorisation temporaire d'occupation (AOT) du domaine public, lorsque celle-ci prend la forme d'un simple arrêté.
Elle entraîne le paiement d'une redevance, sauf exceptions prévues par le droit français.

## Qualification
D'après le décret-loi du 17 juin 1938, les contrats portant occupation du domaine public sont réputés être des contrats administratifs ; cette disposition figure aujourd'hui au Code général de la propriété des personnes publiques. Cette qualification s'applique également aux contrats de sous-concession entre personnes privées[réf. nécessaire].

## Nature
L'occupation sur laquelle porte la convention peut correspondre à de nombreuses situations.
Les particuliers et les entreprises la connaissent généralement sous la forme :
- d'un permis de stationnement, qui autorise l'occupation sans emprise au sol : terrasse ouverte, étalage, stationnement d'une camionnette ;
- d'une permission de voirie qui vise une occupation privative avec emprise au sol (terrasse fermée, kiosque fixé au sol par exemple).

Cette convention, qui doit être distinguée de tout bail en général, et en particulier du bail commercial lequel peut concerner le fonds de commerce principal, est révocable sans préavis, ni indemnité ; en effet, l'article L145-5-1 du code de commerce qui vise le droit des baux commerciaux précise que : "N'est pas soumise au présent chapitre la convention d'occupation précaire qui se caractérise, quelle que soit sa durée, par le fait que l'occupation des lieux n'est autorisée qu'à raison de circonstances particulières indépendantes de la seule volonté des parties".
Enfin, ladite convention est incessible.